# Důl Šalomoun
Důl Šalomoun, často uváděn také jako Důl Šalamoun, je bývalý černouhelný důl na území statutárního města Ostravy.
Jméno dostal v roce 1844 po svém zakladateli, bankéři Salomonu Rothschildovi.

## Historie

### Historie dolu v 19. století
První dva průzkumné vrty byly provedeny v roce 1840 na křižovatce cest z Moravské Ostravy do Opavy a do Vítkovic. Nálezy uhlí byly nadějně, avšak hloubení těžní jámy silně komplikovaly nepříznivé přírodní podmínky, zejména tekuté písky (kuřavka) a metan. Díky těmto překážkám byly práce mnohokrát přerušeny a hloubení pokračovalo až v roce 1871. O dva roky později započala výstavba hornické kolonie pro zaměstnance dolů Šalomoun a Karolina. V roce 1879 byl na dřevěnou těžní věž umístěn parní těžní stroj s plochými lany a jednoetážovou klecí. Doly Šalomoun a Karolina používaly společnou větrní jámu Antonín, která se nacházela na Smetanově náměstí před divadlem Antonína Dvořáka (v současnosti se na jejím místě nachází oplocený vývod důlních plynů). Po nátlaku městských zastupitelů bylo větrání převedeno na výdušnou jámu Karolina, která se nacházela za dnešním Domem umění. V rámci reorganizace byl v roce 1895 dosud samostatný důl Karolina převeden pod důl Šalomoun, který v té době dosáhl hloubky 549 m.

### Historie dolu ve 20. století
Roku 1905 byla těžební jáma prohloubena do finální hloubky 780 m. Dřevěnou věž nahradila ocelová o výšce 36 m, parní stroj nahradil výkonnější stroj elektrický. Během krize v třicátých letech 20. století došlo k zastavení těžby a propuštění horníků. Důl byl převeden pod důl Hlubina a byly v něm prováděny jen udržovací práce. K obnovení těžby došlo až v roce 1939. Po skončení 2. světové války byl Šalomoun podobně jako ostatní doly začleněn do národního podniku Ostravsko-karvinské kamenouhelné doly, kde byl využíván převážně jako pracoviště odborného výcviku hornických učňů. Není bez zajímavosti, že 30. dubna 1945, kdy byla osvobozena Ostrava, vlála československá vlajka jako první v Ostravě na těžní věži dolu Šalomoun.
V rámci budování frýdlantských mostů a ústředního autobusového nádraží bylo rozhodnuto o likvidaci dolu. V roce 1973 došlo k zasypání těžební jámy a v listopadu 1974 k odstřelení věže. Za 130 let své existence důl vytěžil 13,8 milionu tun uhlí.